# Онтолінгвістика
Онтолінгвістика ― розділ лінгвістики, наука, що вивчає онтогенез мови і дитячу мову: формування мовної здатності дитини, виникнення та подальший розвиток індивідуальної мови і подальші вікові зміни в мові. 
Онтолінгвістика відноситься до молодих наукових дисциплін, що почали розвиватися в кінці XX сторіччя. Вона є сучасною антропоцентричною наук. Об'єктом онтолінгвістики є мовна діяльність дитини, а предметом – процес освоєння дітьми рідної мови.